# Megacera vittata
Megacera vittata là một loài bọ cánh cứng trong họ Cerambycidae.